# 哈奇平原
哈奇平原（英語：Hatch Plain），是南極洲的平原，位於科茨地，處於迪圖瓦冰原島峰東側，海拔高度約1,350米，由英國南極探險隊命名，現時由南極條約體系管理。